# Leon Andreasen

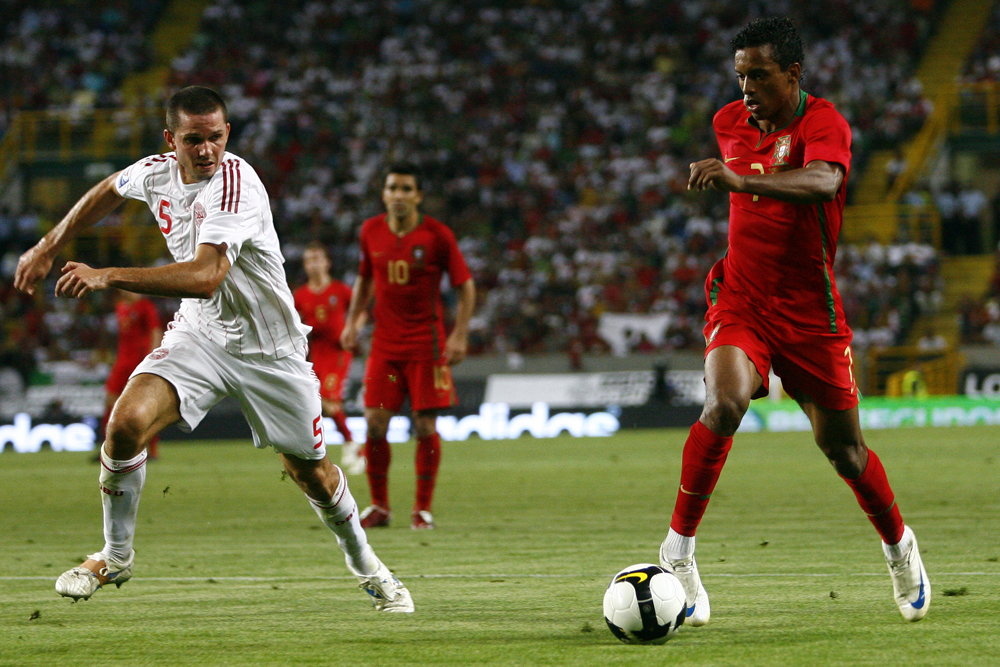
Andreasen (de branco), no jogo Portugal 3, Dinamarca 2, em setembro de 2008.

Leon Hougaard Andreasen (Aidt, 23 de abril de 1983) é um futebolista dinamarquês.
Atua na posição de meio de campo pelo Hannover 96, no Campeonato Alemão. Jogou 15 vezes pela seleção de seu país e marcou 2 gols.

## Biografia
Andreasen começou jogando futebol no clube local Hammel GF. depois de ficar em uma academia de futebol muito popular, a Hessel Gods Fodboldkostskole em Grenaa, ele se mudou para o time junior de AGF Aarhus em 1999, aonde ele assinou seu primeiro contrato em 2001. Ele se estabeleceu como regular no time AGF para o campeonato Danish Superliga. Ele inicialmente jogou como meio de campo ou lateral direito, mas eventualmente se fixou na posição central. Ele foi chamado para a seleção dinamarquesa sub-19 em maio de 2001, e foi jogar em 31 jogos arcando seis gols para várias seleções juniores Dinamarquesas.
Em 1 de julho de 2005, ele se mudou para a Alemanha para jogar no SV Werder Bremen da Liga Alemã. Defido ao ferimento do zagueiro finlandês Petri Pasanen, Andreasen jogou 12 dos primeiros 17 jogos para o Werder Bremen. Quando Pasanen se recuperou, em dezembro de 2005, Andreasen era relegado para o banco na segunda metade da temporada. Em Maio de 2006, ele foi selecionado para a seleção de Juniores da Dinamarca para a Copa Européia de Juniores de 2006. Enquanto as restrições de idade eram calculadas no começo das eliminatórias em setembro de 2004, ele competiu no torneio com 23 anos. QUando a seleção da dinamarca foi eliminada no estágio preliminar, a carreira de Andreasen na seleção de juniores estava acabada.
Na segunda temporada no Werder Bremen, Andreasen jogou apenas quatro jogos na primeira metade da temporada. Em Janeiro de 2007, ele foi emprestado para os rivais da liga alemã 1. FSV Mainz 05. Ele fez sua estréia em 27 de janeiro contra o VfL Bochum, como meio de campo,[carece de fontes?] e marcou quatro gols em seus primeiros sete jogos para o Mainz. Apesar de ele não conseguir prevenir o Mainz de ser relegado, sua estada no Mainz foi um grande sucesso. Em março de 2007, ele foi chamado para a Seleção da Dinamarca pelo técnico Nacional Morten Olsen. Eel fez sua estréia contra a seleção da Espanha, onde ele substituiu Martin Jørgensen na primeira metade, antes de ser substituído por Nicklas Bendtner no segundo tempo.
Ele entrou no Fulham em Janeiro de 2008 para uma troca de três anos e meio que manterá ele no clube até o verão de 2001.
Em 30 de janeiro de 2009 ele voltou para a alemanha para jogar no Hannover 96 em empréstimo.

## Gols Internacionais
Placares e resultados da Dinamarca.
| # | Data               | Local                | Oponente | Golo | Resultado | Prova                                                    |
| - | ------------------ | -------------------- | -------- | ---- | --------- | -------------------------------------------------------- |
| 1 | 2 de Junho de 2007 | Copenhaga, Dinamarca | Suécia   | 3-3  | (a)       | Qualificações para Campeonato Europeu de Futebol de 2008 |
| 2 | 1 de Abril de 2009 | Copenhaga, Dinamarca | Albânia  | 1-0  | 3-0       | Eliminatórias da Copa do Mundo FIFA de 2010              |

- (a): Partida Abandonada